# 沃爾呂茲

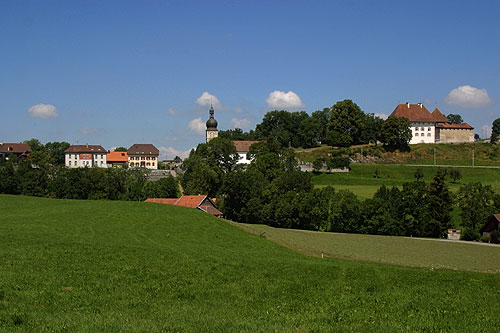

沃爾呂茲是瑞士的城鎮，位於該國西部，由弗里堡州負責管轄，面積10.16平方公里，海拔高度820米，2011年人口1,014，八成半人口信奉羅馬天主教，人口密度每平方公里100人。